# Götlunda
Götlunda è un'area urbana della Svezia situata nel comune di Arboga, contea di Västmanland.
La popolazione rilevata nel censimento 2010 era di 270 abitanti.